# Klaas Carel Faber
Klaas Carel Faber (Haarlem, 20 de janeiro de 1922 — Ingolstadt, 24 de maio de 2012) foi um criminoso de guerra neerlandês. Foi membro da Waffen-SS, residente na Alemanha.

## Segunda Guerra Mundial
Faber nasceu em Haarlem, Holanda, em uma família com forte formação nacional-socialista. Como seu pai e seu irmão, Faber era membro do Movimento Nacional Socialista, ou NSB, antes da guerra, e ingressou na Waffen SS um mês após a ocupação alemã da Holanda em 1940. Após cinco meses, ele abandonou o treinamento militar por empregos policiais menos exigentes em Rotterdam e Haia.
Em maio de 1943, ele se tornou cidadão alemão com a passagem do Erlaß über den Erwerb der deutschen Staatsangehörigkeit durch Einstellung in die deutsche Wehrmacht, die Waffen-SS, die deutsche Polizei oder die Organization Todt 11. Mai 1943 (IS 315 ), que concedeu automaticamente a cidadania a todos os membros estrangeiros da Waffen-SS e outras organizações. De 1943 a 1944, ele foi comandante de um pelotão de fuzilamento no campo de concentração de Westerbork, o campo pelo qual Anne Frank passou em seu caminho para a morte em Belsen. Seu zelo aumentou após seu pai, Pieter Faber, um padeiro em Heemstede, ter sido morto por Hannie Schaft da resistência holandesa em 8 de junho de 1944. Ele participou do esquadrão da morte Silbertanne ("Silver Fir") da SS que tinha como alvo os membros da resistência holandesa e aqueles que esconderam judeus e se opuseram ao nazismo. Ele também foi membro do Sonderkommando Feldmeijer, que executou assassinatos arbitrários (mais de 50; seu irmão e Heinrich Boere eram membros do mesmo esquadrão) de cidadãos holandeses proeminentes em represália pelas atividades da Resistência, e serviu como guarda-costas do líder nazista holandês Anton Mussert.

## Pós-guerra
Depois da guerra, Faber foi julgado por um tribunal holandês e condenado à morte por fuzilamento em 9 de junho de 1947, pelo assassinato de 11 pessoas em Westerbork e 11 outras. O tribunal holandês declarou que os irmãos Faber eram "dois dos piores criminosos da SS". Pieter Faber foi executado em 1948. Em 14 de janeiro de 1948, a sentença de Faber foi comutada para prisão perpétua. No entanto, em 26 de dezembro de 1952, ele escapou da prisão em Breda, com Herbertus Bikker, Sander Borgers e quatro outros ex-membros das SS holandesas, e naquela mesma noite cruzou a fronteira para a Alemanha. A fuga pode ter sido planejada pelo Stichting Oud Politieke Delinquenten, uma organização de ex-fascistas e colaboradores holandeses. Como ex-membro da SS, Faber obteve a cidadania alemã. Após sua fuga, Faber foi morar na cidade bávara de Ingolstadt e até a aposentadoria trabalhou para a montadora Audi como escriturário.

## Pedidos de extradição
Houve várias solicitações de extradição por outros países, mas nenhum caso foi acolhido positivamente.

## Morte
Faber morreu em 24 de maio de 2012 de insuficiência renal em Ingolstadt.